# Joris van Halewijn
Joris van Halewijn, heer van Komen (Latijn: Georgius Haloinus Cominius) (c. 1470 – 1536) was een Belgische edelman die diende aan het hof van Karel V. Doorgaans hechtte hij echter meer waarde aan de Latijnse letteren. Vanaf zijn kasteel te Komen trad hij op als mecenas voor belangrijke humanisten als Despauterius, Vives, Pieter Gillis en misschien ook Erasmus zelf. Hij onderhield met dezen en vele anderen een uitgebreide correspondentie. Ook is bekend dat Vives een tijd in zijn kasteel verbleef, waar hij gebruik maakte van Van Halewijns rijke bibliotheek.
Van Halewijn schreef vele werken, waaronder enkele aantekeningen aangaande Vergilius, De musica opusculum, De laudibus eloquentiae, een tractaat tegen Luther en De coronatione imperatorum. Zijn bekendste werk is zijn vertaling in het Frans van de Moriae Encomium van Erasmus. Erasmus vond deze vertaling maar niets (ep. 660).

## Restauratio linguae Latinae
Het in zijn tijd spraakmakendste en revolutionaire werk van Joris van Halewijn was echter zijn Restauratio Linguae Latinae. In zes boeken, die waarschijnlijk verloren zijn gegaan, bepleit hij het leren van Latijn volgens een volledig actieve, natuurlijke methode en omschrijft hij vervolgens de voordelen van deze leermethodiek, die vergelijkbaar is met de Total Physical Response van onze tijd. De belangrijkste bron voor dit werk is An Appeale to Truth (1622) van zijn spirituele leerling, Joseph Webbe, die zeer over deze methodiek te spreken was. De methode druiste geheel in tegen de tijdsgeest, die het middeleeuwse stampen van rijtjes en grammaticale vuistregeltjes nog niet geheel ontgroeid was. In een brief aan Van Halewijn (ep. 1113), laat Erasmus weten voor bepaalde aspecten van deze leermethodiek open te staan, maar desalniettemin de methode te radicaal te vinden.